# Rotfuß-Pfuhlhuhn
Das Rotfuß-Pfuhlhuhn (Tribonyx ventralis, Syn.: Gallinula ventralis), oder auch Rotfuß-Teichhuhn, ist eine Art der Rallen, das ausschließlich zur Avifauna Australiens gehört.
Die Bestandssituation des Rotfuß-Pfuhlhuhns wird mit ungefährdet (least concern) angegeben. Es werden keine Unterarten unterschieden.

## Erscheinungsbild

### Körperbau
Das Rotfuß-Pfuhlhuhn erreicht eine Körperlänge von 30 bis 38 Zentimeter und einer Flügelspanne zwischen 55 und 66 Zentimeter. Von der Körperlänge entfallen rund 8,2 Zentimeter auf das Schwanzgefieder. Das Gewicht der Männchen liegt zwischen 250 und 520 Gramm, Weibchen wiegen zwischen 322 und 405 Gramm. Es besteht ein nur geringer Geschlechtsdimorphismus.

### Männchen

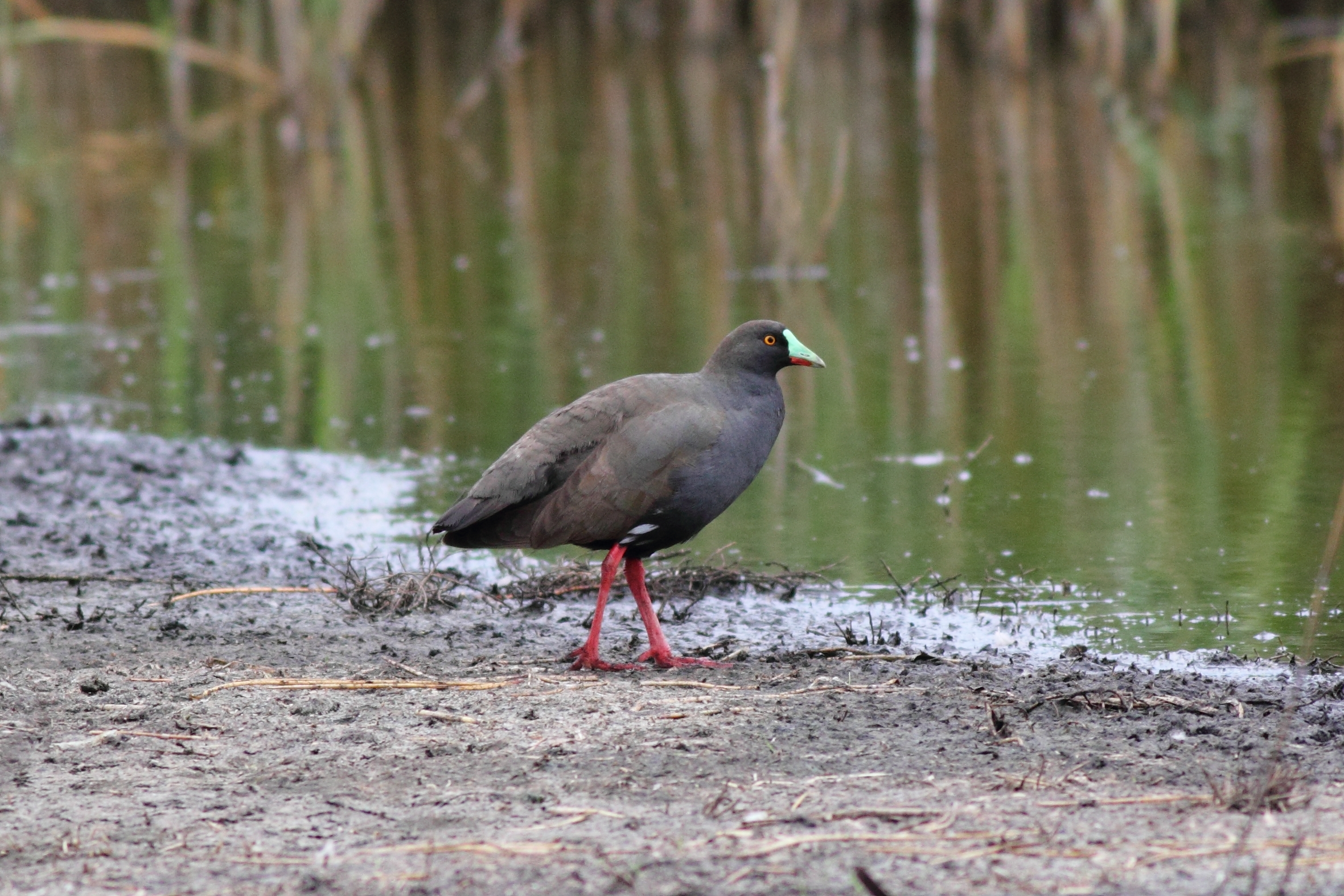
Rotfuß-Pfuhlhuhn

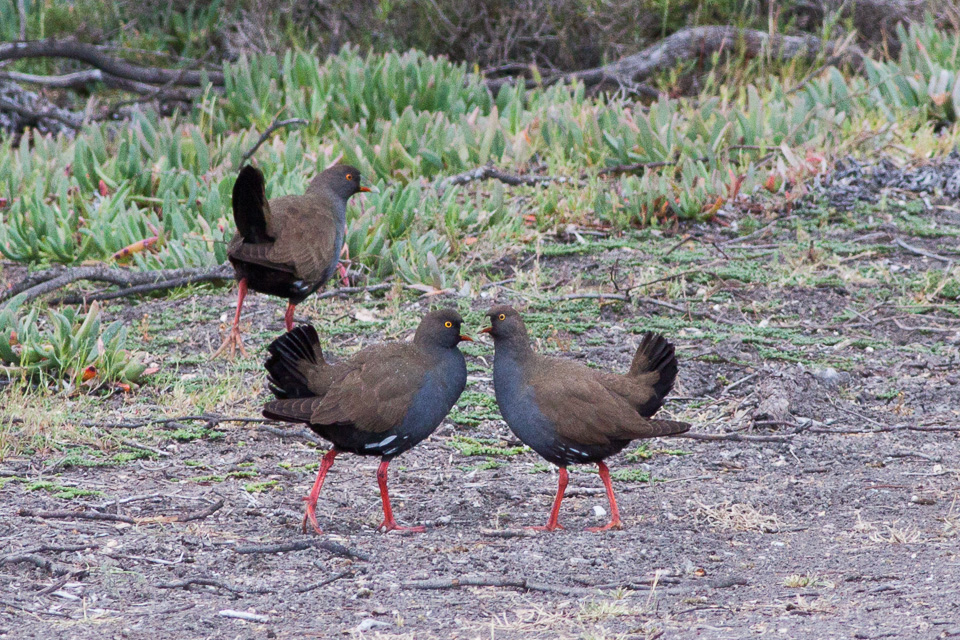
Mehrere Rotfuß-Pfuhlhühner

Die Kopfseiten und die Kehle sind schiefergrau mit einem diffusen schwarzen Band um die Schnabelbasis. Die Körperoberseite ist olivbraun mit einem schwarzen Schwanz. Die Flügel und das Schwanzgefieder sind etwas dunkler als die übrige Körperoberseite.
Der vordere Hals und die Brust sind blaugrau, die Brustseiten sind etwas bräunlicher. Die Flanken, der Bauch, die Schenkel, der Bürzel und die Unterschwanzdecken sind schwärzlich. Die verlängerten Federn der vorderen Flanken weisen an ihrem Ende große weiße Flecken auf, die auffällig mit der ansonsten dunklen Körperunterseite kontrastieren.
Der Schnabel und die Stirnplatte sind grünlich, die Schnabelspitze ist leicht aufgehellt. Die Basis des Unterschnabels ist orangerot. Die Iris ist leuchtend gelb. Die Beine und Füße sind korallenrot.

### Weibchen
Weibchen sind etwas matter gefärbt, haben kleinere Flecken auf den Körperseiten und keinen schwarzen oder nur einen schmalen Ring an der Schnabelbasis.

### Jungvögel
Zügel, Kinn, Gesicht und Kehle sind weißlich, der Bürzel ist etwas heller und kontrastiert mit den schwärzlichen Unterschwanzdecken und der übrigen Körperunterseite. Brust und Bauch sind etwas heller als bei den adulten Vögeln. Der Schnabel ist gelblich mit einer grauen Spitze. Die Iris ist schwarz, die Läufe sind bräunlicher.

## Verwechslungsmöglichkeiten
Das Rotfuß-Pfuhlhuhn kann mit dem Papua-Teichhuhn verwechselt werden. Dieses ist schlanker gebaut, hat einen feineren Schnabel, einen spitzer zulaufenden Schwanz und zeigt eine mehr an das Wasser gebundene Lebensweise.

## Verbreitungsgebiet und Lebensraum

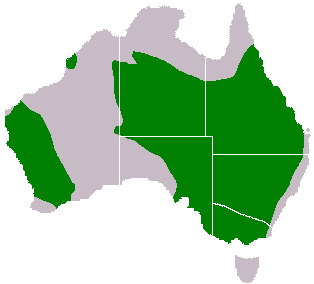
Verbreitungsgebiet des Rotfuß-Pfuhlhuhns

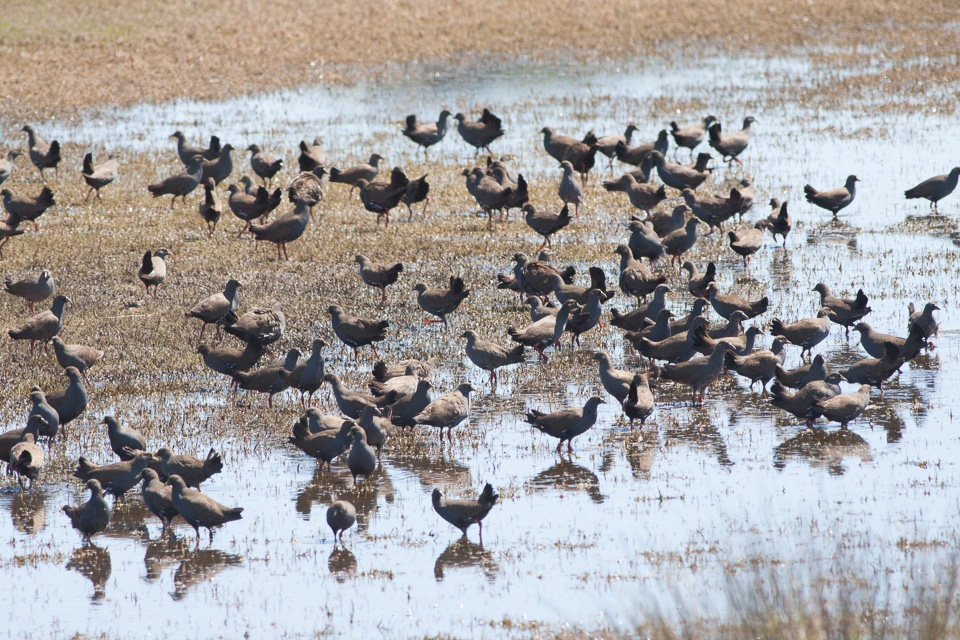
Eine ungewöhnlich große Ansammlung von Rotfuß-Pfahlhühnern im Süden Australiens

Das Rotfuß-Pfuhlhuhn ist auf dem australischen Festland weit verbreitet. In Tasmanien und in Neuseeland ist es ein Irrgast. Es fehlt im äußersten Norden.
Es ist ein Lebensraum-Opportunist, das dauerhaft bestehende sowie nach Regenfällen kurzzeitig bestehende Feuchtgebiete besiedelt. Auch wenn es vorwiegend Süßwasser- und Brackwasserhabitate besiedelt, ist es auch am Salzwasser zu finden. Zu den besiedelten Feuchtgebieten gehören flache Seen, Sümpfe, Teiche und überflutete Ebenen. Insbesondere außerhalb der Brutzeit kommt es auch an Dämmen, an Kläranlagen, auf Weideland und in Grünanlagen und auf Golfplätzen vor. Gelegentlich findet es sich sogar auf Geflügelhöfen ein.

## Lebensweise
Das Rotfuß-Pfahlhuhn ist tagaktiv und sucht sowohl im Wasser als auch in weiträumigeren Uferzonen nach Nahrung. Es frisst Samen, Pflanzenmaterial und Insekten. Es lebt paarweise oder in größeren Trupps. Während der Nahrungssuche im Wasser sind häufig Kopf und Schulter unterhalb der Wasseroberfläche.
Die Fortpflanzungsbiologie dieser Rallenart ist bislang nur wenig untersucht. Die Fortpflanzungszeit fällt gewöhnlich in den Zeitraum August bis Dezember. Sie schreiten jedoch nach längeren Dürrezeiten zur Brut, wenn ausreichend Regen gefallen ist. Das Nest wird in der Ufervegetation errichtet und ist ein Napfnest, das aus Schilf, Blättern, Zuckerrohr, Gras und Rindenstreifen gebaut wird. Die einzelnen Nester stehen häufig nur sieben bis zehn Meter auseinander. Das Gelege umfasst zwischen fünf und sieben Eier. Die Brut beginnt, bevor das Gelege vollständig ist. Die Küken schlüpfen jedoch alle innerhalb von maximal 48 Stunden. Die Brutzeit beträgt 19 bis 20 Tage. Es ist bislang nicht bekannt, wie lange die Küken im Nest verbleiben. Sie werden von einem der beiden Elternvögel gefüttert.